# Kreuzzug gegen Mahdia

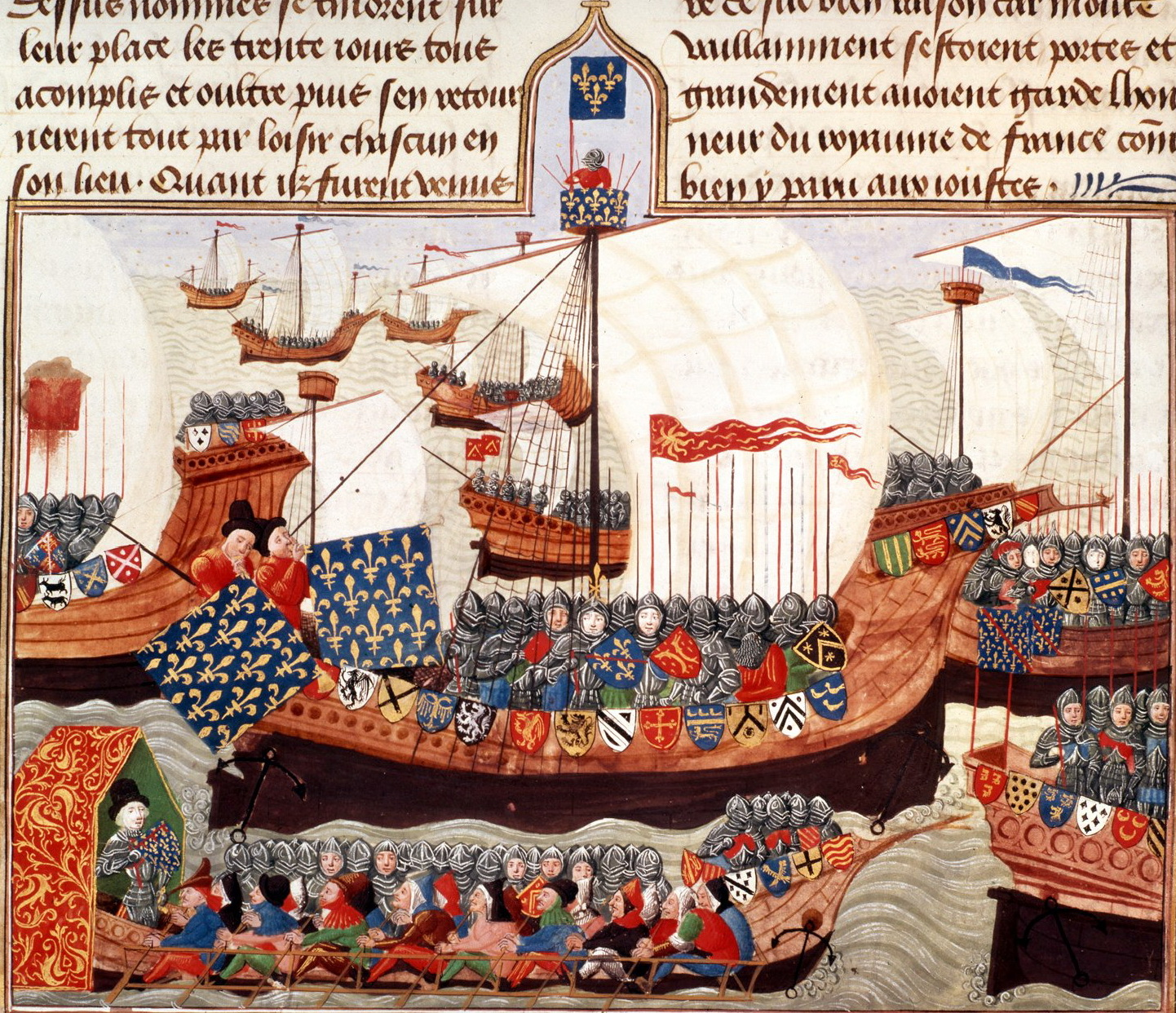
Die Kreuzfahrerflotte auf ihrem Weg nach Afrika (Darstellung der Chroniken des Jean Froissart, 15. Jahrhundert)

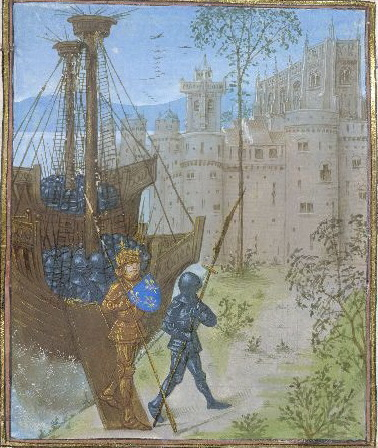
Das französische Heer landet an der Küste Afrikas an, angeführt von Herzog Ludwig II. von Bourbon (Jean Froissart, 15. Jahrhundert)

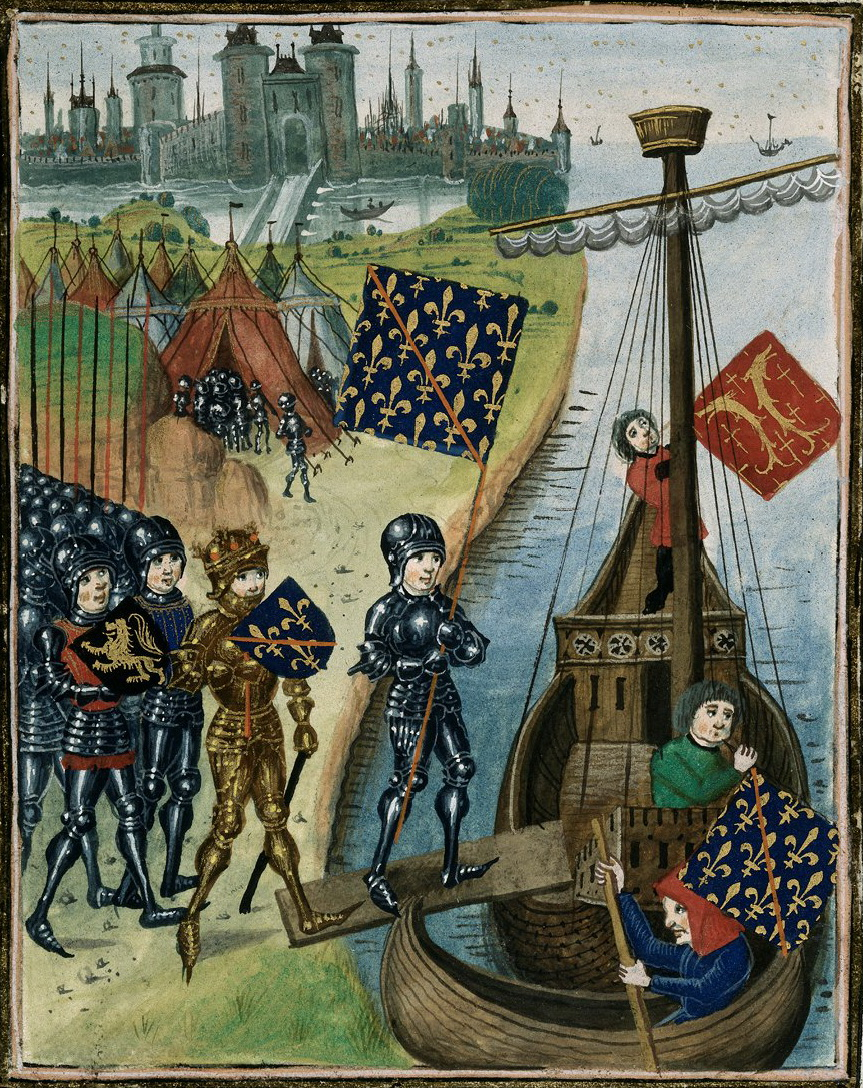
Die Aufhebung der Belagerung von Mahdia und Abreise aus Nordafrika (Jean Froissart, 15. Jahrhundert)

Der Kreuzzug gegen Mahdia (auch Barbareskenkreuzzug genannt) des Jahres 1390 war ein französisch-genuesischer Feldzug gegen die nordafrikanische Festung Mahdia als Piratenstützpunkt. Geleitet wurde das Unternehmen von Herzog Ludwig II. von Bourbon.

## Hintergrund
Dieser Kreuzzug war eine Antwort auf die im Mittelmeer vorherrschende muslimische Piraterie und den damit einhergehenden Menschenhandel, die seinerzeit ein großes Problem darstellten. Den Raubzügen der nordafrikanischen Korsaren fielen nicht nur Besatzungsmitglieder und Passagiere gekaperter Schiffe zum Opfer, sondern es wurden auch die südeuropäischen Küstenregionen zum Zwecke des Menschenhandels heimgesucht und deren Bewohner verschleppt. Die Gefangenen wurden zumeist auf den Sklavenmärkten verkauft oder an Harems geliefert. Sklaverei war ein fester Wirtschaftsfaktor der islamischen Gesellschaft bis weit in das 19. Jahrhundert.
Nicht zuletzt Genua war von der Kaperei betroffen. Ende des Jahres 1389 schickte die Handelsrepublik eine Delegation zum französischen König Karl VI. nach Toulouse mit der Bitte um einen gemeinsamen Waffengang gegen die an der nordafrikanischen Küste im heutigen Tunesien gelegene Hafenstadt Mahdia, die als Korsarenbasis galt. Nicht zuletzt hatte Genua jedoch auch Interesse an der Einrichtung eines Handelsstützpunktes an der nordafrikanischen Küste.

## Verlauf
Mit der Durchführung des Unternehmens, das sowohl der römische Papst Bonifaz VIII. als auch der avignonesische Gegenpapst Clemens VII. als Kreuzzug deklarierten, wurde der Onkel des Königs, Herzog Ludwig II. von Bourbon, betraut, ein Veteran des Hundertjährigen Krieges. Genua stellte die Flotte mit etwa 100 Galeeren, die unter dem Kommando von Giovanni Centurione Anfang Juli 1390 von Marseille aus in See stach und landete widerstandslos am Strand von Mahdia an, das sowohl von Land als auch von See belagert wurde. Obwohl es den Kreuzfahrern gelang, jeden Ausfall der Belagerten und Entsatzangriffe der Sarazenen abzuwehren, gelang es ihnen nicht, die Stadt einzunehmen, vor allem wegen unzureichender Vorbereitung für eine lange Belagerung und der Mangel von schwerem Belagerungsgerät. Nachdem das Kreuzfahrerheer durch mangelnden Nachschub und Krankheiten zunehmend geschwächt wurde, sank die Moral auf einen Tiefpunkt.
Angesichts des nahenden Herbstes ließ sich Ludwig II. schließlich Mitte September widerwillig auf Friedensgespräche mit den Sarazenen ein. Man einigte sich auf einen Waffenstillstand für zehn Jahre, die Stadt Mahdia sollte für fünfzehn Jahre ihre Steuern statt an den hafsidischen Kalifen in Tunis an Genua abführen, und darüber hinaus sollte Ludwig II. für seine Ausgaben entschädigt werden.
Die Kreuzritter verließen Ende September Nordafrika. Auf dem Rückweg wurden einige Häfen auf Sardinien angegriffen, die als Nachschubbasis für die Piraten gedient hatten. Dabei wurde u. a. Cagliari für Genua erobert.

## Rezeption und Nachwirkung
Aufgrund des geschlossenen Waffenstillstandes konnte der Kreuzzug als Erfolg rezipiert werden, und die französischen Teilnehmer wurden bei ihrer Heimkehr als Helden gefeiert. Der Enthusiasmus trug dazu bei, dass viele Franzosen 1396 dem Aufruf König Sigismunds von Ungarn zum Kreuzzug von Nikopolis Folge leisteten. Die Genuesen konnten mit weniger Störungen Handel treiben. Die Verteidiger sahen sich ebenfalls als Sieger, da sie der Belagererung standhielten.